# Echeveria affinis
Echeveria affinis är en fetbladsväxtart som beskrevs av Walther. Echeveria affinis ingår i släktet Echeveria och familjen fetbladsväxter. Inga underarter finns listade i Catalogue of Life.